# Liste der Biografien/Abi
Liste der Biografien |
Portal Biografien |
Personensuche
# |
A |
B |
C |
D |
E |
F |
G |
H |
I |
J |
K |
L |
M |
N |
O |
P |
Q |
R |
S |
T |
U |
V |
W |
X |
Y |
Z |
?
 
Aa |
Ab |
Ac |
Ad |
Ae |
Af |
Ag |
Ah |
Ai |
Aj |
Ak |
Al |
Am |
An |
Ao |
Ap |
Aq |
Ar |
As |
At |
Au |
Av |
Aw |
Ax |
Ay |
Az
 
Aba |
Abb |
Abc |
Abd |
Abe |
Abf |
Abg |
Abh |
Abi |
Abj |
Abk |
Abl |
Abm |
Abn |
Abo |
Abp |
Abr |
Abs |
Abt |
Abu |
Abw |
Aby |
Abz
Die Liste der Biografien führt alle Personen auf, die in der deutschsprachigen Wikipedia einen Artikel haben. Dieses ist eine Teilliste mit 134 Einträgen von Personen, deren Namen mit den Buchstaben „Abi“ beginnt.

## Abi
- Abi Karam, Ad (* 1937), libanesischer Geistlicher und emeritierter Bischof der Eparchie des Heiligen Maron von Sydney
- Abi Younes, Georges M. Saad (* 1948), libanesischer Ordensgeistlicher, maronitischer Bischof der Eparchie Nuestra Señora de los Mártires del Libano en México
- Abi, Charles (* 2000), französischer Fußballspieler
- Abi, Don (* 1972), nigerianischer Sänger
- Abi-Aad, Youssef Anis (1940–2017), libanesischer Geistlicher, Erzbischof von Aleppo
- Abi-Baʿal, König von Tyros, möglicher Dynastiegründer
- Abi-ēšuḫ, König der ersten Dynastie von Babylonien
- Abi-Milki, Stadtfürst von Tyros und Rabisu (General)
- Abi-Nader, Khalil (1921–2009), libanesischer Geistlicher, Erzbischof von Beirut
- Abī-Rattaš, kassitischer König von Babylonien
- Abi-Saab, Georges (* 1933), ägyptischer Jurist im Bereich des Völkerrechts
- Abi-Saber, Georges (1923–2015), libanesischer maronitischer Ordensgeistlicher, Bischof von Saint-Maron de Montréal
- Abī-simtī, Hofdame der 3. Dynastie von Ur

### Abia
- Abiad, Firass, libanesischer Politiker
- Abiad, Fouad (* 1978), kanadischer Bodybuilder
- Abiama, Dickson (* 1998), nigerianischer Fußballspieler
- Abian, Alexander (1923–1999), US-amerikanischer Mathematiker iranischer Abstammung
- Abián, Pablo (* 1985), spanischer Badmintonspieler
- Abián, Sonia (* 1966), argentinische Künstlerin

### Abib
- Abibas, Sohn des Gamaliel I., Heiliger

### Abic
- Abich, Ernst August (* 1814), deutscher hannoverscher Hof-Rustmeister
- Abich, Hans (1918–2003), deutscher Filmproduzent, Intendant, Rundfunkpublizist und Programmdirektor des Ersten Deutschen Fernsehens
- Abich, Heinrich Carl Wilhelm (1772–1844), deutscher Bergrat
- Abich, Hermann von (1806–1886), deutscher Mineraloge, Geologe und Forschungsreisender
- Abich, Julie (1852–1928), österreichische Theater- und Filmschauspielerin
- Abich, Rudolf Adam (1738–1809), Herzoglich Braunschweigischer Bergrat
- Abicha, Mohamed (* 1980), marokkanisch Beachvolleyballspieler
- Abichi, Mary (* 1990), britische Sprinterin
- Abicht, Adolf (1793–1860), deutsch-polnischer Mediziner und Hochschullehrer
- Abicht, Adolf (1872–1938), preußischer Verwaltungsjurist und Landrat
- Abicht, Albert (1893–1973), deutscher Landwirt und Politiker (ThLB/DNVP, NSDAP), MdR
- Abicht, Carin (* 1943), deutsche Schauspielerin und Hörspielsprecherin
- Abicht, Friedrich Kilian (1788–1855), deutscher evangelischer Pfarrer und Heimatforscher
- Abicht, Günther (1911–1968), deutscher Ministerialbeamter
- Abicht, Henryk (1835–1863), polnischer Aktivist
- Abicht, Jan (* 1975), deutscher Politiker (AfD)
- Abicht, Johann Georg (1672–1740), deutscher lutherischer Theologe und Sprachforscher
- Abicht, Johann Heinrich (1762–1816), deutscher Philosoph
- Abicht, Karl (1877–1962), deutscher Verwaltungsbeamter, Landrat und Abgeordneter
- Abicht, Karl Ernst (1831–1908), deutscher Klassischer Philologe und Gymnasiallehrer
- Abicht, Lorena (* 1994), österreichische Seglerin
- Abicht, Martha (1878–1941), deutsche Kindergärtnerin
- Abicht, Rudolf (1850–1921), deutscher Theologe, Slawist und Orientalist
- Abicht, Silke (* 1968), deutsche Wasserspringerin
- Abicht, Wilhelm (* 1870), preußischer Verwaltungsjurist und Landrat

### Abid
- Abid Ali Jaferbhai († 1973), indischer Politiker
- Abid Hamid Mahmud at-Tikriti (1956–2012), irakischer Privatsekretär von Saddam HusseinAbid Hamid Mahmud at-Tikriti (1956–2012)

Abid Hamid Mahmud at-Tikriti (1956–2012)

- Abid, Muhammad Ali al- (1867–1939), osmanischer und syrischer Politiker
- Abid, Nazik (1887–1959), syrische Frauenrechtsaktivistin und Antikolonialistin
- Abid, Ramzi (* 1980), kanadisch-britischer Eishockeyspieler
- Abidal, Éric (* 1979), französischer FußballspielerÉric Abidal (* 1979)

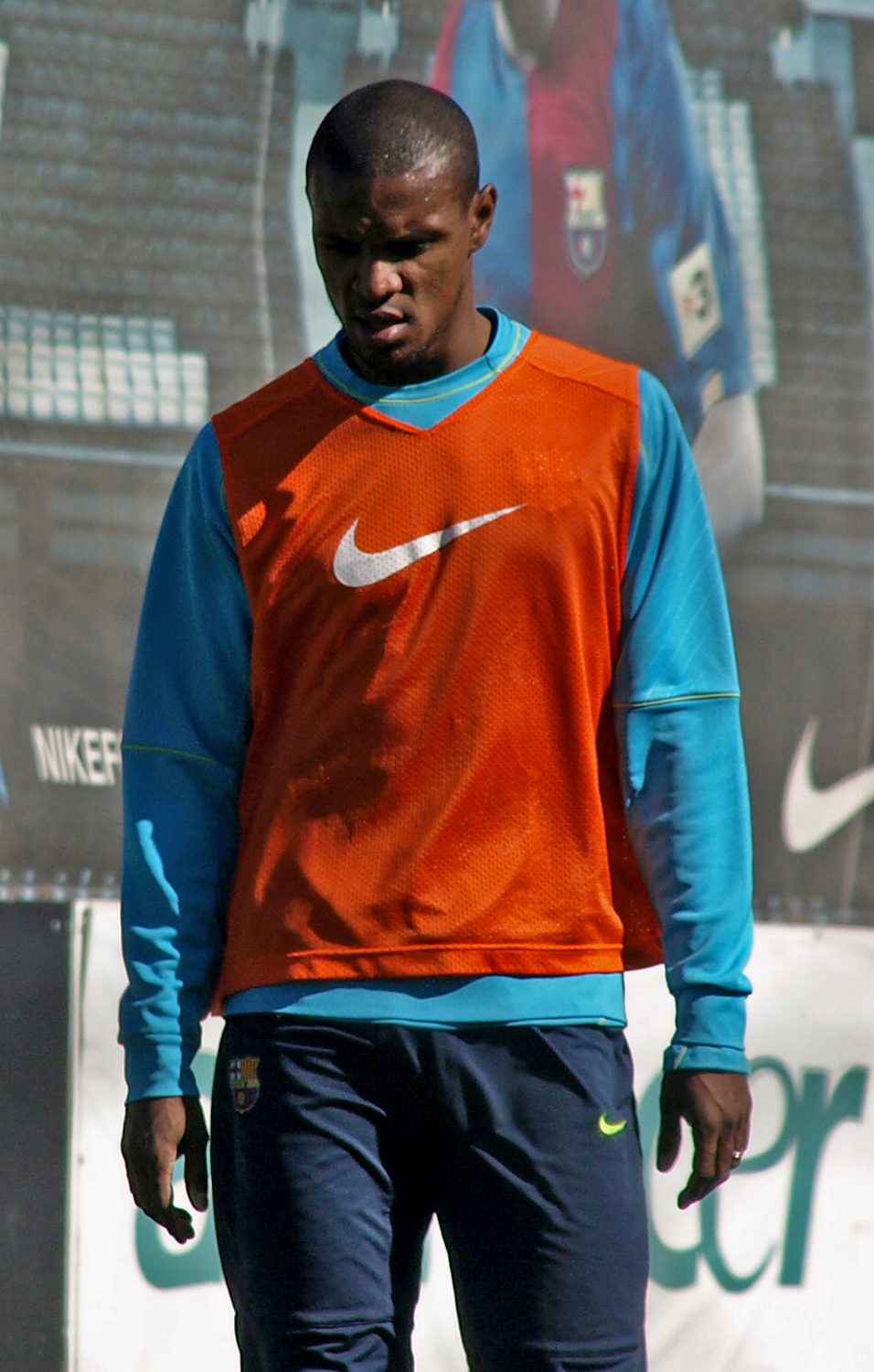
Éric Abidal (* 1979)

- Abidallah, Nabil (* 1982), niederländischer Fußballspieler
- Abidi, Bani (* 1971), pakistanische Videokünstlerin
- Abidi, Heike (* 1965), deutsche Werbetexterin und Autorin
- Abidi, Nain (* 1985), pakistanische Cricketspielerin
- Abidine, Abidine (* 1993), mauretanischer Leichtathlet
- Abidowa, Dschachon (1900–1966), sowjetische Frauenrechtlerin
- Abidoye, Bola (* 1965), nigerianische Fußballschiedsrichterin

### Abif
- Abifade, Samuel (* 1999), deutsch-nigerianischer Fußballspieler

### Abig
- Abigail, britische Sängerin, Songwriterin und Musikproduzentin
- Abigt, Emil (1878–1952), deutscher Journalist, Herausgeber und Schriftsteller

### Abih
- Abihu, biblische Person, Sohn des Hohepriesters Aaron

### Abij
- Abija, König von Juda (etwa 913 v. Chr.–910 v. Chr.)

### Abik
- Äbiken, Aibol (* 1996), kasachischer Fußballspieler
- Ābiķis, Dzintars (* 1952), lettischer Politiker
- Abiko Tōkichi (1904–1992), japanischer Politiker
- Abiko, Miwa (* 1963), japanische Manga-Zeichnerin
- Abiko, Motoo (1934–2022), japanischer Mangaka, Teil des Künstlerduos Fujiko Fujo
- Abiko, Takamasa (* 1978), japanischer Fußballspieler
- Abiko, Tomomi (* 1988), japanische Stabhochspringerin
- Abikoff, William (* 1944), US-amerikanischer Mathematiker

### Abil
- Abil, Iolu (* 1942), vanuatuischer Politiker
- Ábila, Ramón (* 1989), argentinischer Fußballspieler
- Äbildajew, Asqar (* 1971), kasachischer Fußballspieler und -funktionär
- Abildgaard, Nicolai (1743–1809), dänischer Maler, Bildhauer und Architekt der Neoklassik
- Abildgaard, Oliver (* 1996), dänischer Fußballspieler
- Abildgaard, Søren (1718–1791), dänischer Naturwissenschaftler, Autor und Illustrator
- Abildstrøm, Jytte (1934–2025), dänische Schauspielerin und Theaterleiterin
- Abileah, Joseph (1915–1994), israelischer Violinist und Friedensaktivist
- Abílio, José António Fatíma (* 1958), osttimoresischer Beamter des Zolls
- Abilow, Ismail (* 1951), bulgarischer Ringer
- Abily, Camille (* 1984), französische FußballspielerinCamille Abily (* 1984)

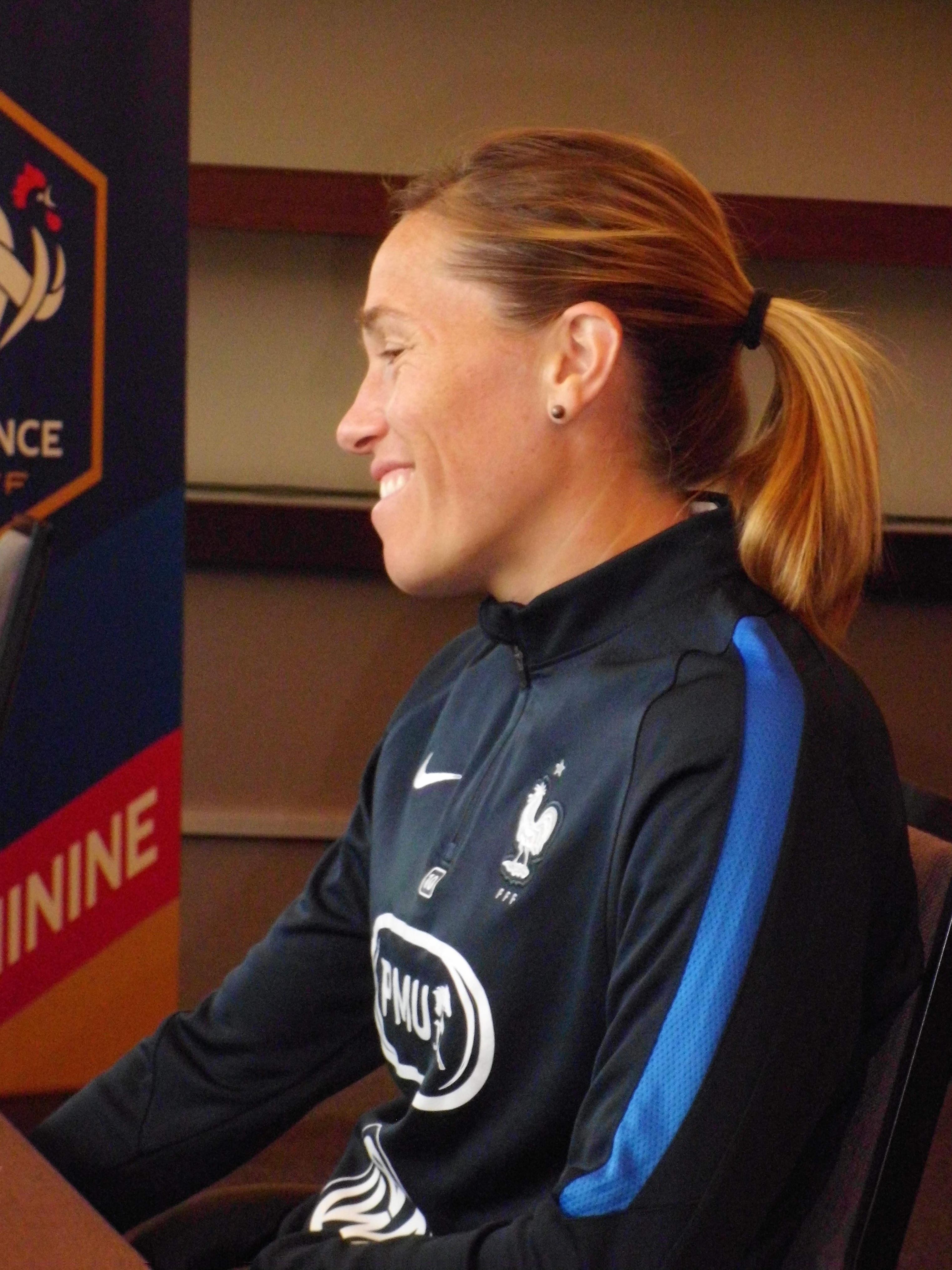
Camille Abily (* 1984)

### Abim
- Abimelech, König von Gath
- Abimelech, König von Gera zur Zeit Abrahams
- Abimelech, König von Gera zur Zeit Isaaks
- Abimelech, Sohn Gideons, König von Sichem

### Abin
- Abina, Ana (* 1997), slowenische Handballspielerin
- Abina, Ema (* 1999), slowenische Handballspielerin
- Abina, Mochammad Bisma Diwa (* 1995), indonesischer Sprinter
- Abinader, Luis (* 1967), dominikanischer Politiker, Präsident der Dominikanischen RepublikLuis Abinader (* 1967)

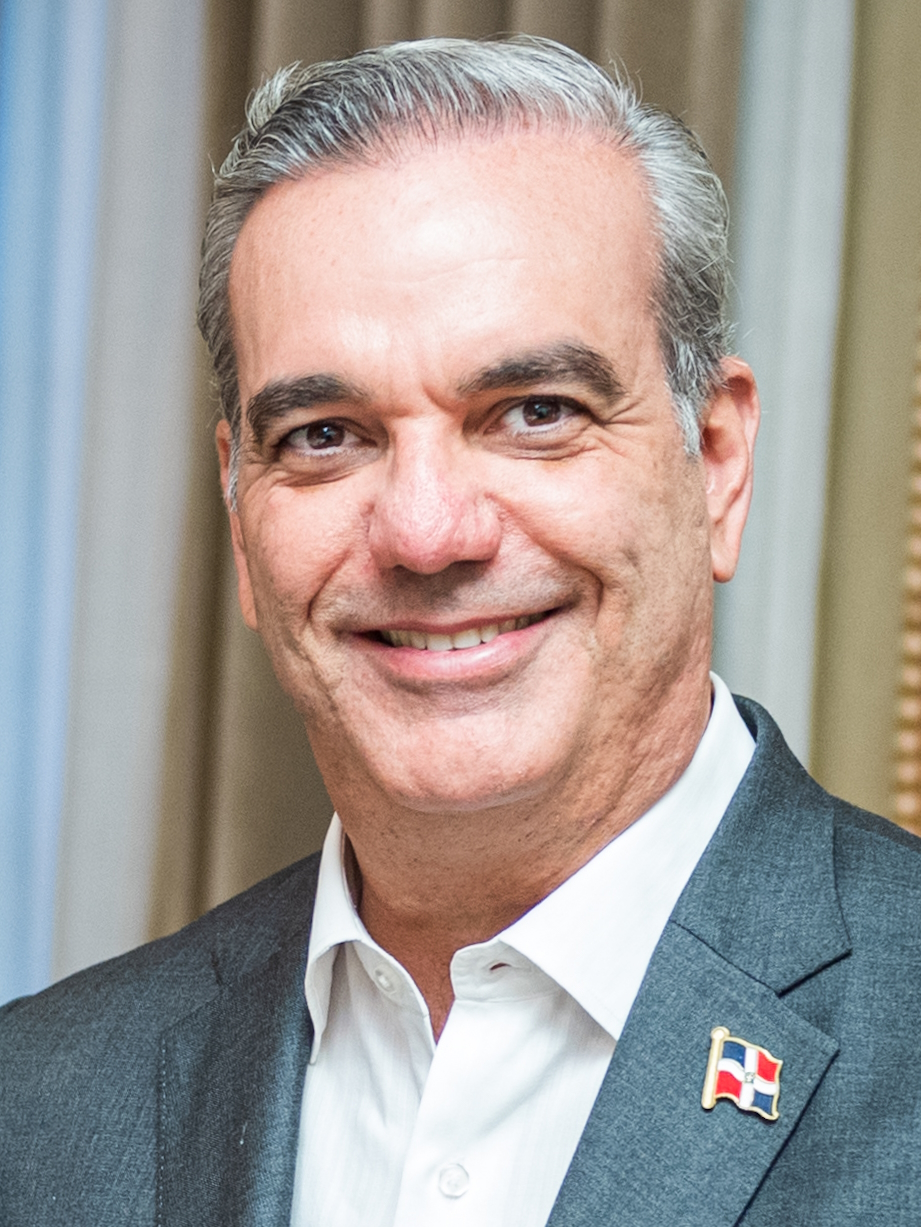
Luis Abinader (* 1967)

- Abinergaos I., Herrscher der Charakene
- Abinergaos II., Herrscher der Charakene
- Abineri, John (1928–2000), britischer Schauspieler
- A'Bing (1893–1950), chinesischer Komponist und Erhu-Spieler
- Abington, Frances (1737–1815), englische Schauspielerin
- Abington, Leonard (1724–1766), britischer Violinist, Trompeter, Sänger (Bass) und Komponist
- Abinoam, Vater Baraks, eines Richters Israels
- Abinusawa, Moforehan (* 2003), nigerianisch-US-amerikanische Sprinterin

### Abio
- Abiodun Emmanuel, Christiana (1907–1994), nigerianische Evangelistin
- Abiodun, Bode (* 1980), nigerianischer Tischtennisspieler
- Abiodun, Deborah (* 2003), nigerianische Fußballspielerin
- Abiola, Hafsat (* 1974), nigerianische Aktivistin für Menschenrechte und Demokratie
- Abiola, Moshood (1937–1998), nigerianischer Politiker und Geschäftsmann
- Abiola-Müller, Joy Lee Juana (* 1991), deutsche Schauspielerin
- Abiosi, Giovanni Battista, italienischer Mathematiker, Astronom und Mediziner

### Abiq
- Äbiqajew, Nurtai (* 1947), kasachischer Diplomat und Politiker

### Abir
- Abir Antonisamy, Peter (* 1951), indischer Geistlicher und römisch-katholischer Bischof von Sultanpet
- Abirached, Zeina (* 1981), libanesisch-französische Comiczeichnerin
- Abiram, biblische Person, Sohn Elihabs
- Abiriša, König von Enišasi

### Abis
- Abis, Patrick Daniel (* 2003), philippinischer Eishockeyspieler
- Abisab, Matías (* 1993), uruguayischer Fußballspieler
- Abišala, Aleksandras Algirdas (* 1955), litauischer Unternehmer, Premierminister, Unternehmensberater und Lektor
- Abisare, König von Larsa
- Abisares († 325 v. Chr.), indischer Fürst
- Abisch, Oskar (1886–1948), deutscher Bauingenieur und Statiker
- Abischemu, König von Byblos
- Abischewa, Sinesch Sadyrowna (1947–2021), sowjetische bzw. kasachische Metallurgin und Hochschullehrerin
- Abish, Cecile (* 1930), US-amerikanische Fotografin und Installationskünstlerin
- Abish, Walter (1931–2022), US-amerikanischer Schriftsteller
- Abissa Kwaku, Eugène (1927–1978), ivorischer römisch-katholischer Geistlicher und Bischof von Abengourou
- Abissi, Firmin (* 1951), beninischer Boxer

### Abit
- Abit, Louis (1886–1976), französischer Autorennfahrer
- Abita, Noée (* 1999), französische Schauspielerin
- Abita, Victor (* 1916), venezolanischer Pianist, Musikpädagoge und Komponist italienischer Herkunft
- Abitar, Jamila (* 1969), marokkanische Lyrikerin
- Abitbol, Sarah (* 1975), französische Eiskunstläuferin
- Abiteboul, Cyril (* 1977), französischer Motorsport-Manager
- Abitoğlu, Mustafa Kamil (* 1970), türkischer Fußballschiedsrichter
- Abitowa, Inga Eduardowna (* 1982), russische Langstreckenläuferin
- Abittan, Ary (* 1974), französischer SchauspielerAry Abittan (* 1974)

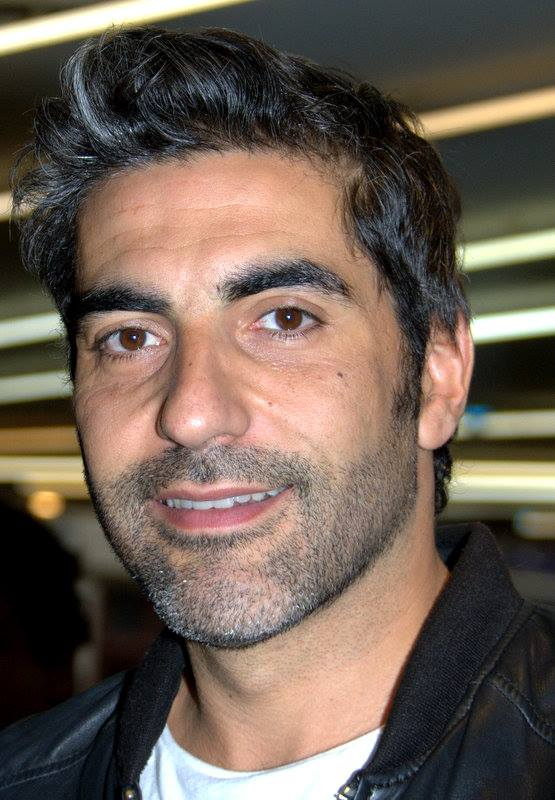
Ary Abittan (* 1974)

### Abiu
- Abiut, Roger Tom, Parlamentspräsident und kommissarischer Präsident von Vanuatu

### Abiy
- Abıyeva, Pərvin (* 1990), aserbaidschanische Schauspielerin

### Abiz
- Abizaid, John (* 1951), US-amerikanischer General